# Nicolás y Los Fumadores
Nicolás y Los Fumadores es una banda colombiana de rock alternativo que se formó en el año 2016 y que en marzo de 2018 lanzó Como Pez en el Hielo, su álbum debut. Sus integrantes son Nicolás Correa (guitarra), Juan Carlos Sánchez (batería), Santiago García Lozada (voz) y Luis Felipe “Satán” Torres (bajo).Son conocidos por sus letras tragicómicas de la cotidianidad colombiana y su lenguaje coloquial y honesto.

## Historia
Sus integrantes originales, Nicolás Correa, Juan Carlos Sánchez, Santiago García Lozada y Felipe Velásquez habían tocado juntos en diferentes agrupaciones hasta que en 2016 deciden formar Nicolás y Los Fumadores. En el 2018 lanzaron su primer álbum, llamado Como Pez en el Hielo, lo que generó un gran impacto en la escena del rock nacional. En 2019, Luis Felipe Torres (Satán) entró a formar parte de la banda, reemplazando a Velásquez en el bajo.
En febrero de 2022 lanzaron su segundo disco, titulado “Dios y la Mata de Lulo o ¿Qué hacer en caso de que haya perdido la luz?”. Este trabajo los llevó a salir del país en una gira por varias ciudades de México.
Desde su formación la banda ha tocado en diferentes espacios, como en el concierto de Zoé en el Movistar Arena en 2018, el Festival Estéreo Picnic 2019 y 2023, el Festival Centro en el 2020, el Festival Altavoz de Medellín 2021, el Teatro Estudio del Teatro Mayor Julio Mario Santo Domingo en 2023, Rock al Parque 2024 y en finales de mayo de 2025, para celebrar el lanzamiento de su tercer disco "Nochenegra" se presentaron en el Teatro Mayor Julio Mario Santo Domingo, en lo que se considera su concierto más grande hasta la fecha. 

## Estilo musical
Nicolás y Los Fumadores se caracteriza por tener un estilo musical con influencias que van desde el grunge y el post-punk, a la música colombiana y hasta el rock argentino. Sus letras, con un tono tragicómico y absurdo, hacen referencia a situaciones de la cotidianidad colombiana, y, especialmente, a la cotidianidad de vivir en la ciudad de Bogotá. En sus canciones suelen hablar sobre cuestiones que involucran el desamor, el malestar y la mala suerte, todo desde un sentido del humor único. La banda describe su música como "rocksito suave", como también mencionan en la canción Ciudad Cenicero, lanzada en 2024 junto con Lolabúm. 

## Discografía

### Álbumes de estudio
- Como Pez en el Hielo (2018)
- Dios y la Mata de Lulo o ¿Qué hacer en caso de que haya perdido la luz? (2022)
- Nochenegra (2025)

### EPs
- Mal Que Bien (2023)

### Singles
- Ayer, Después de Muchos Años (2019)
- apague y vámonos (Live Session) (2022)
- Ciudad Cenicero (2024)